# John Stoll
Johann „John“ Leslie C. Stoll (* 13. Dezember 1913 in London; † 25. Juni 1990) war ein britischer Filmarchitekt, der bei der Oscarverleihung 1963 den Oscar für das beste Szenenbild in dem Farbfilm Lawrence von Arabien (1962) gewann.

## Leben
Stoll begann seine Tätigkeit als Artdirector und Szenenbildner in der Filmwirtschaft 1947 bei dem Film The Courtneys of Curzon Street und wirkte bis 1989 an der szenischen Ausstattung von fast 100 Filmen mit.
Bei der Oscarverleihung 1963 wurde er zusammen mit John Box und Dario Simoni für die besten Filmbauten in Lawrence von Arabien (1962) von Regisseur David Lean mit Peter O’Toole, Alec Guinness und Anthony Quinn in den Hauptrollen ausgezeichnet.
Darüber hinaus erhielt er 1980 mit Artdirector Karel Vacek eine Nominierung für den Emmy für herausragende Artdirection in einer Kurzserie oder einem Serienspecial für die von CBS produzierte Episode Im Westen nichts Neues (1979) der Serie Hallmark Hall of Fame.

## Filmografie (Auswahl)
- 1947: The Courtneys of Curzon Street
- 1953: A Good Pull-Up
- 1954: Companions in Crime
- 1954: The Green Buddha
- 1955: Track the Man Down
- 1956: Assignment Redhead
- 1957: Die blinde Spinne (No Road Back)
- 1957: Frauen, die uns nachts begegnen (anderer Titel: Das Zuhältersyndikat, The Flesh is Weak)
- 1958: Der Schnorchel (The Snorkel)
- 1959: Invisible Man (Fernsehserie)
- 1962: Lawrence von Arabien (Lawrence of Arabia)
- 1962: Der zweite Mann (The Running Man)
- 1965: Der Fänger
- 1968: Hannibal Brooks
- 1970: Cromwell – Krieg dem König (Cromwell)
- 1970: Sex vor sechs Millionen Jahren (Creatures the World Forgot)
- 1972: Living Free
- 1974: The Beast Must Die
- 1979: Im Westen nichts Neues
- 1989: Shirley Valentine

## Auszeichnungen
- 1963: Oscar für das beste Szenenbild in einem Farbfilm